# Картометрија
Картометрија је дио картографије који проучава мјерења на географским картама. Главни задатак картометрије је проналажење даљина, углова, површина и сличних величина на картама.
Мјерење дужина се изводи лењиром (равналом), шестаром или размјерником. Криве линије се мјере малим корацима шестара или курвиметром. Мјерење површине се може извести са картографском мрежом, планиметром и комбинованом методом. Мјерење углова се изводи угломјером, целулоидним кругом или транспортером.